# نوک‌آباد (میرجاوه، دو)
نوک‌آباد یا کهن رحیم (حاجی‌آباد) روستایی در دهستان لادیز بخش لادیز شهرستان میرجاوه استان سیستان و بلوچستان ایران است.

## جمعیت
بر پایه سرشماری عمومی نفوس و مسکن در سال ۱۳۹۵ جمعیت این مکان ۲۴ نفر (۶خانوار) بوده‌است.